# Arenosclera heroni
Arenosclera heroni är en svampdjursart som beskrevs av Gustavo Pulitzer-Finali 1982. Arenosclera heroni ingår i släktet Arenosclera och familjen Callyspongiidae. Inga underarter finns listade i Catalogue of Life.